# Colorado 14ers 2007-2008
La stagione 2007-08 dei Colorado 14ers fu la 2ª nella NBA D-League per la franchigia.
I Colorado 14ers arrivarono secondi nella Southwest Division con un record di 29-21. Nei play-off persero nei quarti di finale con i Los Angeles D-Fenders (1-0).

## Roster
| N° | Naz.                   | Ruolo | Sportivo          | Anno | Alt. | Peso |
| -- | ---------------------- | ----- | ----------------- | ---- | ---- | ---- |
| 00 | Stati Uniti (bandiera) | C     | Roderick Riley    | 1981 | 211  | 148  |
| 10 | Stati Uniti (bandiera) | G     | Eddie Gill        | 1978 | 183  | 86   |
| 14 | Stati Uniti (bandiera) | G     | Lou White         | 1976 | 193  | 91   |
| 15 | Stati Uniti (bandiera) | A     | Justin Cage       | 1985 | 198  | 102  |
| 17 | Stati Uniti (bandiera) | A     | Terrence Crawford | 1982 | 198  | 104  |
| 17 | Stati Uniti (bandiera) | G     | Taurean Green     | 1986 | 183  | 80   |
| 18 | Stati Uniti (bandiera) | G     | Billy Thomas      | 1975 | 193  | 94   |
| 19 | Stati Uniti (bandiera) | G     | Brandon Dean      | 1979 | 188  | 91   |
| 19 | Stati Uniti (bandiera) | G     | Davin White       | 1981 | 185  | 84   |
| 21 | Stati Uniti (bandiera) | G     | Eric Osmundson    | 1983 | 196  | 91   |
| 22 | Stati Uniti (bandiera) | G     | Luke Anderson     | 1982 | 198  | 94   |
| 22 | Stati Uniti (bandiera) | A     | Mo Charlo         | 1983 | 201  | 95   |
| 23 | Stati Uniti (bandiera) | G     | Milone Clark      | 1983 | 193  | 88   |
| 23 | Stati Uniti (bandiera) | A     | Brian Greene      | 1981 | 203  | 102  |
| 23 | Stati Uniti (bandiera) | G     | Derrick Stevens   | 1980 | 180  | 82   |
| 24 | Stati Uniti (bandiera) | AC    | Elton Brown       | 1983 | 206  | 113  |
| 24 | Stati Uniti (bandiera) | A     | Paul Butorac      | 1983 | 208  | 95   |
| 32 | Stati Uniti (bandiera) | A     | Julian Sensley    | 1982 | 206  | 102  |
| 33 | Stati Uniti (bandiera) | G     | Tony Bobbitt      | 1979 | 193  | 86   |
| 34 | Stati Uniti (bandiera) | G     | Damien Lolar      | 1984 | 193  | 98   |
| 42 | Stati Uniti (bandiera) | G     | Chuck Davis       | 1983 | 191  | 88   |
| 42 | Stati Uniti (bandiera) | A     | John Thomas       | 1975 | 206  | 120  |
| 50 | Stati Uniti (bandiera) | A     | Kaniel Dickens    | 1978 | 203  | 98   |

## Staff tecnico
- Allenatore: Joe Wolf
- Vice-allenatore: Casey Owens
- Preparatore atletico: Mark Morrisey